# Reactor (band)
Reactor is een Engelse rockband die opgericht is in 2002. Hun debuutalbum, Emotional Pornography, is uitgekomen in 2004 en geproduceerd door Kit Woolven. De single ervan, Feeling the Love, is internationaal redelijk bekend geweest. Opmerkelijk hieraan is dat de band bij geen platencontract heeft. Deze single is wel uitgebracht met hulp van een platenmaatschappij, namelijk EMI. Er is een videoclip voor opgenomen en deze track is gebruikt in een Axe-reclame.

## Bandleden
- David O'Brien - zang, keyboard
- Ewan O'Brien - gitaar
- Kevin Browne - basgitaar
- Evan Jenkins - drums

## Discografie

### Albums
- 2004 - Emotional Pornography

### Ep's
- 2002 - Reactor